# Nieuwezijds Kolk
Le Nieuwezijds Kolk (« écluse de la Nieuwezijde » en néerlandais) est une place du centre-ville d'Amsterdam, aux Pays-Bas. Elle se trouve le long du Nieuwezijds Voorburgwal, et est prolongée par le Kolksteeg qui rejoint Nieuwendijk. Il s'agit de l'une des plus anciennes sinon de la plus ancienne partie habitée d'Amsterdam. Elle se trouvait autrefois à l'endroit où le Boerenwetering, grand canal d'irrigation se jetait dans l'Amstel. La Korenmetershuisje, ancienne maison de la guilde des korenmeters, fonctionnaires chargés de s'assurer que le commerce de céréales se produisait selon les règles. Il s'agit de l'une des seules maison de guides de la ville à avoir survécu.